# 桐生かほる
桐生 かほる（きりゅう かほる、1951年4月24日 - ）は、日本の元女優。本名同じ。一部作品では桐生 かおる表記が用いられている。
群馬県太田市出身。精華学園高等学校、女子美術短期大学卒業。

## 来歴・人物
中学時代に劇団ひまわりに入団。1960年代前半より後半にかけて雑誌のモデルとして『女学生の友』や『なかよし』などに登場する傍ら映画に子役として出演。主演級の出演は水谷豊（トッペイ役）主演のテレビ映画『バンパイヤ』（1968年、全26話）のヒロイン・大西ミカ役であった。手塚治虫の原作では、途中で死んで退場する大西ミカであるがテレビ版では、トッペイの恋人として最後まで出演した。この『バンパイヤ』のクレジットでは途中まで「桐生かおる」とされていたが、後半の第14話からは「桐生かほる」となっている。雑誌上においても両者の表記が存在するが、のちになると本名である「桐生かほる」に統一された。
高校在学中に知人が内藤洋子主演の東宝映画『華麗なる闘い』（1969年）のオーディションに申し込み、一次選考通知が来て驚いたというエピソードがある。結局、最終選考まで残る。優勝者は山田はるみだったが、最終選考に残った7人（大田黒久美、皆川妙子、坂本千桃、萩元克子、徳峰真理、中沢直子らがいた）でファニー・セブンとして売り出され、同映画にも出演。同時期に東宝へ入社した。1970年に東宝テレビ部へ異動し、活動の舞台をテレビドラマに移す。
女子美術短期大学造型科では彫刻を専攻していた。お手伝い役や店員役が多く、本人も「お手伝い女優です」と公言していたほどである。1974年の紹介記事では「ムードがあり味のある役柄をやってみたい」と答えている。1976年のドラマ『愛の償い』では榊原るみ演じるヒロインを面倒見る役柄で「子供っぽくみられるので、普段から話し方をゆっくりするなど落ち着いた雰囲気を心がけている」と述べている。
1976年には『喜劇役者』で初舞台を果たすが、1978年に芸能界を引退した。

## 出演作品

### 映画
- 姿なき追跡者（1962年、日活） ‐ 間大作の娘・理恵
- 見上げてごらん夜の星を（1963年、松竹） ‐ 宮地由美子の妹
- 月曜日のユカ（1964年、日活） ‐ ユカのパトロンの娘
- 執炎（1964年、日活） ‐ 久坂きよのの少女時代
- 華麗なる闘い（1969年、東宝） ‐ 縫い子（クレジットのみ）
- 激動の昭和史・軍閥（1970年、東宝） ‐ 洞窟の女学生、断崖の女学生
- ひらヒラ社員 夕日くん（1970年、東宝） ‐ ヨシ子（女子社員）
- 学園祭の夜 甘い経験（1970年、東宝）
- ひらヒラ社員夕日くん・ガールハントの巻（1970年、東宝） ‐ ヨシ子（女子社員）
- 喜劇 おめでたい奴（1971年、テアトルプロ・東宝）
- 樺太1945年夏 氷雪の門（1974年、JMP） ‐ 青木澄子（電話交換手）
- 妻と女の間（1976年、東宝） -　和服店の客（娘）

### テレビドラマ
- 短い短い物語　第88回　「夏の葬列」（1963年、NET）
- あひる飛びなさい（1964年、TBS）
- バンパイヤ（1968年 - 1969年、フジテレビ） - 大西ミカ
- 金メダルへのターン! 第38話（1971年、フジテレビ） - 鷲尾学園水泳部員
- 兄貴の花嫁（1971年、フジテレビ） - 女子大生
- 人形佐七捕物帳 第7話「離魂病」（1971年、NET） -  お由
- テレビスター劇場
  - 産科・歯科
    - （第1シリーズ）（1970年、毎日放送）
    - （第2シリーズ）（1971年、毎日放送）
- コートにかける青春（1971年 ‐1972年、フジテレビ） -  テニス部キャプテン、清水
- 1・2・3と4・5・ロク 第17回「ずっこけキャンプでごめんね」・第18回「海獣さんとにらめっこ」（1972年、TBS） - 中西薫
- おでんお多福繁盛記（1972年、フジテレビ） -  ホステス見習い
- 飛び出せ!青春 第42話「教師は生徒の応援団!」（1973年、日本テレビ） -  岩崎阿佐子
- 太陽にほえろ!（日本テレビ）
  - 第43話「きれいな花にはトゲがある」（1973年） - 信用金庫勤務
  - 第62話「プロフェッショナル」（1973年） - 殿下の見合い相手
  - 第184話「アリバイ」（1976年） - 社長秘書
- 越前竹人形（1973年、 TBS）
- マドモアゼル通り 第19話「私だけの城」 - 第22話「落ちてゆく星」（1973年、讀賣テレビ） -  ブティック店員、小山ノリコ（通称ノラ）
- 若さま侍捕物手帖 第3話「幽霊がいっぱい」（1973年、関西テレビ） - お美代
- 大久保彦左衛門 第26話「天下騒乱の兆あり」（1974年、関西テレビ） - お美和
- 求婚旅行（1974年、日本テレビ） -  飲食店店員、モモ子
- ポーラテレビ小説 / やっちゃば育ち（1974年、TBS）
- 傷だらけの天使 第1話「宝石泥棒に子守唄を」（1974年、日本テレビ） -  宝石店店員
- おからの華（1974年 - 1975年、読売テレビ） - 女中、美代
- 春ひらく（1974年 - 1975年、フジテレビ） - ホステス・あけみ
- あんたがたどこさ 第2シリーズ（1975年、TBS） - 看護婦
- 大江戸捜査網 第209話「足でかせいだ男」（1975年、東京12ch） - 南波千代
- 赤ちゃんがいっぱい（1975年、TBS） - 画廊従業員
- 江戸の旋風(1)  第5話「夜桜の女」（1975年、フジテレビ) - 与力の娘
- 愛の償い（1976年、CBS） -  瑠璃子
- 銀河テレビ小説（NHK）
  - 昭和の青春シリーズ3 春の谷間（1977年）- 千枝子
- チーちゃん、ごめんね（1977年、東京12ch）
- 女がふりむくとき（1977年、関西テレビ） -  雑誌社社員
- Gメン'75 第151話「覗き魔は猫背の男」（1978年、TBS） - デパート店員

### CM
- カルピス　ブランデー&カルピス（1976年） -  若夫婦の妻

### 舞台
- 関敬六公演（1976年）[5]